# Eleccions legislatives gregues de maig de 1915
Les eleccions legislatives gregues de maig de 1915 se celebraren el 31 de maig de 1915. Tot i la gran victòria del Partit Liberal de Venizelos el rei Constantí I de Grècia contrari a la participació grega en la Primera Guerra Mundial, no acceptà el resultat i el novembre del 1915 convocà noves eleccions.
| Resultats | Resultats                                            | Resultats             | Vots    | Vots   | Vots | Escons | Escons |  |
| Resultats | Resultats                                            | Resultats             | No.     | %      | +− % | No.    | +−     |  |
| --- | ---------------------------------------------------- | --------------------- | ------- | ------ | ---- | ------ | ------ |  |
| | Partit Liberal                                       | Elevthérios Venizelos | 335.949 | 48,9   |      | 187    |        |  |
| | Oposició (dreta)                                     | Dimítrios Gúnaris     |         |        |      | 95     |        |  |
| | Federació de Solidaritat de Treballadors de Salònica |                       |         |        |      | 2      |        |  |
| | Altres                                               |                       |         |        |      | 32     |        |  |
| Vots vàlids | Vots vàlids                                          | Vots vàlids           | 686.990 | 100,00 |      | 316    |        |  |
| Vots nuls |                                                      |                       |         |        |      |        |        |  |
| Total | Total                                                | Total                 | (%)     |        |      |        |        |  |
| Font: Fundació Nacional de Recerca "Elevthérios K. Venizelos" Arxivat 2007-09-27 a Wayback Machine., Texts d'Història Constitucional (Institut Grec d'Història Constitucional) |                                                      |                       |         |        |      |        |        |  |